# 并行工程
并行工程 (Concurrent Engineering) 或并行设计和制造是一种强调任务同步进行的工作方法，在使用集成产品团队方法中也被称作的同步工程或集成产品开发 (integrated product development, IPD)。它是指产品开发中使用的一种集成了设计工程、制造工程和其他功能的方法，以缩短新产品上市所需的时间。 
通过同时完成设计和制造阶段，可以在更短的时间内生产产品，同时降低成本。尽管并行设计和制造需要学科之间的广泛沟通和协调，但可以增加企业的利润，为产品开发带来可持续的环境。并行设计和制造能带来竞争优势，因为产品可以在更短的时间内生产和销售。 然而，并行工程实施不当可能会导致问题。  

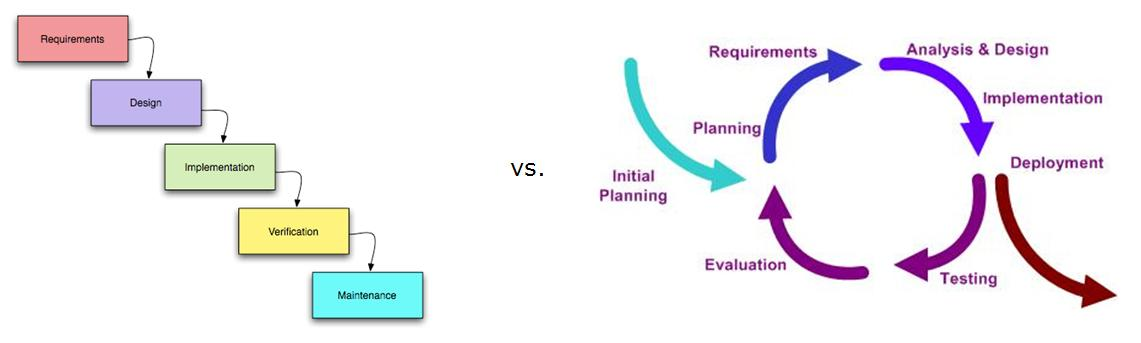
顺序工程与并行设计和制造

## 介绍
并行设计和制造背后的成功在于同时完成流程并涉及所有学科。多年来，随着产品开发变得更具成本效益和时间效率，并行工程的元素已经出现在产品开发方法中。并行工程的要素包括跨职能团队、快速上市以及设计时考虑制造流程。 通过在决策和规划中涉及多个学科，并行工程使产品开发更具成本效益和时间效率。事实上，并行工程可以加快上市时间，这已经是相对于其他生产商的竞争优势的重要优势。并行工程为产品开发提供了一种结构和概念，可以为未来的成功而实施。
一篇2008年的出版物将并行工程描述为一种新的设计管理系统，近年来已经发展成为一个定义明确的系统方法来用于优化设计和工程周期。并行工程已在许多公司、组织和大学中得到应用，尤其是在航空航天工业中。自从1990年代初开始，并行工程也被改编用于信息和内容自动化领域，为最初设计的物理产品开发部门之外的项目的组织和管理提供了基础。像欧洲空间局的并行设计设施这样的组织利用并行设计进行未来任务的可行性研究。
并行工程的基本前提围绕着两个概念。第一个概念是，产品整个生命周期的所有要素——从功能、生产、组装、测试、维护、环境影响，到最终处理和回收——都应在早期设计阶段进行仔细考虑。
第二个概念是，设计活动应该同时进行，即并行进行。这个想法是这些活动的并行性显著提高了生产力和产品质量。这样，错误和重新设计的需求可以在设计过程的早期阶段发现，当项目仍然灵活时。通过及早定位和解决这些问题，设计团队可以避免引入更复杂的计算模型并最终进入实际硬件制造阶段之后修改设计造成的昂贵的代价。
如上所述，设计过程的一部分是确保考虑到产品的整个生命周期。这包括建立用户需求、推广早期概念设计、运行计算模型、创建物理原型，最终制造产品。在这个过程中，需要充分考虑资金、人力资源能力和时间需求。一项2006年的研究称，并行设计过程的正确实施可以节省大量资金，因此组织出于这个原因转向并行设计。它也与系统思维和绿色工程高度兼容。
并行工程取代了传统的顺序设计流程，或称为“瀑布模型”。在并行工程中，采用了迭代或集成的开发方法。瀑布方法是按线性方式进行的，从用户需求开始，顺序前进到设计和实施，直到最终得到成品。在这个设计系统中，设计团队不会迅速从当前步骤向前或向后看来修复或预测问题。一旦发生了问题，设计常常必须被放弃或大幅修改。而并行或迭代的设计过程鼓励及时改变方向，以便考虑产品整个生命周期的各个方面，实现渐进式的设计。这两种设计过程的区别可以在图1中以图形方式看出。

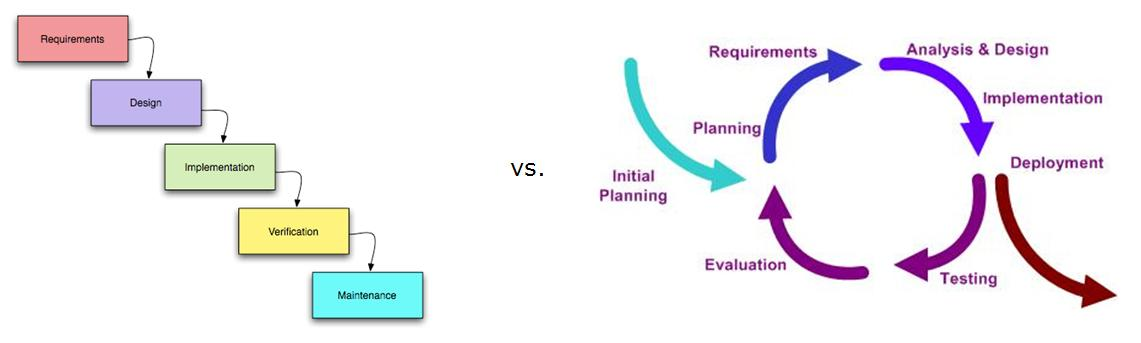
传统的“瀑布”或顺序开发方法与并行工程中的迭代开发方法相比有着明显的区别。

并行设计方法的一个显著特点是，由于并行工程的协作性质，每个工程师在整个设计过程中有更大的发言权。相比于整个流程中给发言权较小的员工分配任务的模式，并行工程给予设计师主人翁精神，有助于提高员工的生产力和产品的质量，因为那些在工作中获得满足感和对工作的所有权感的人往往更努力工作，设计出更为稳固的产品。

### 与并行设计相关的挑战
并行设计带来一系列挑战，其中包括早期设计审查的实施、工程师和团队之间高效沟通的依赖、软件兼容性以及开放式设计过程。这种设计过程通常要求计算机模型（计算机辅助设计、有限元分析）能够高效地交换，而在实践中可能会面临困难。如果这些问题没有得到妥善解决，那么并行设计可能无法有效发挥作用。重要的是要注意，尽管一些项目活动的性质可能具有一定的线性——比如软件代码的完成、原型开发和测试——但组织和管理项目团队以促进并行设计仍然可以带来由于信息共享的改善而产生的显著好处。
在这个领域存在一些专门提供服务的提供商，它们不仅专注于培训人们如何有效进行并行设计，还提供工具以增强团队成员之间的沟通。

### 并行设计的元素

#### 跨职能团队
跨职能团队包括来自工作场所不同领域的人员，这些人员都参与特定的流程，包括制造、硬件和软件设计、市场营销等等。

#### 并行产品实现
同时进行多个任务，例如同时设计各种子系统，对于缩短设计时间至关重要，也是并行工程的核心。

#### 增量信息共享
增量信息共享有助于最小化并行产品实现可能导致意外情况的几率。这里的“增量”意味着一旦新信息可用，就会被分享并整合到设计中。跨职能团队对及时有效地共享信息至关重要。

#### 综合项目管理
综合项目管理确保有人对整个项目负责，并且责任不会在工作完成后转移到其他人。

## 定义
存在着多种并行工程的定义：

欧洲宇航局并行设计部：
|  | 并行工程（CE）是一种系统化的综合产品开发方法，强调对客户期望的响应。它体现了团队合作、信任和共享的价值观，决策是通过共识进行的，从产品生命周期的开始就涉及并考虑所有观点。 |

第二个定义来自Winner等人（1988年）：
|  | 并行工程是一种系统化的方法，用于产品及其相关过程的集成、并行设计，包括制造和支持。这种方法旨在从一开始就促使开发人员考虑产品生命周期的所有要素，从概念到处置，包括质量、成本、进度和用户需求。 |

### 并行工程与顺序工程的区别
并行工程和顺序工程涵盖了设计和制造的相同阶段，然而，这两种方法在生产率、成本、开发和效率方面存在很大差异。上面"顺序工程与并行设计和制造"图显示了左侧的顺序工程和右侧的并行设计和制造。从图中可以看出，顺序工程从客户需求开始，然后逐步进行设计、实施、验证和维护。顺序工程的方法导致大量时间用于产品开发。由于在产品开发的所有阶段都分配了大量时间，顺序工程与高成本和低效率相关，因为产品不能迅速制造。另一方面，与此相反，并行工程允许产品开发的所有阶段基本上同时发生。如在"顺序工程与并行设计和制造"图中所示，只需要初始规划，然后就可以进行包括规划设计、实施、测试和评估在内的整个过程。并行设计和制造方法允许缩短产品开发时间，更高效地开发和提早生产零部件，并降低生产成本。
并行工程和顺序工程也可以通过接力赛的类比进行比较。顺序工程被比作接力赛的标准方式，每个赛跑者必须跑定的距离，然后将接力棒传递给下一个赛跑者，直到比赛完成。而并行工程则被比作在接力赛中，两名赛跑者在比赛的某些时段内同时奔跑。在这个类比中，每名赛跑者将完成与顺序方法相同的一定距离，但使用并行方法完成比赛的时间明显较短。当将接力赛中的各个赛跑者视为产品开发中的各个阶段时，与工程中的两种方法之间的关联是非常相似的。尽管在产品开发中涉及更复杂和更多的过程，但这个类比提供的概念足以理解并行设计和制造所带来的好处。

### 业务收益
使用并行工程，企业可以缩短从创意到产品的时间。节省的时间来自于在设计过程中对所有步骤的考虑，消除了在零部件已经到达生产阶段之后难以加工的引起的设计变更。减少或消除这些额外的步骤意味着产品将更早完成，同时在过程中减少了材料浪费。在设计和原型制作过程中，可以更早地纠正设计中的潜在问题，从而进一步缩短生产时间。
并行设计和制造的好处可以分为短期和长期两个方面。

###### 短期收益
1. 迅速进入市场： 通过并行设计和制造，产品能够更快地从概念进入市场，使企业在竞争激烈的市场中占据先机。
2. 在较短时间内生产大量相同零部件： 并行工程使得在更短的时间内生产大量相同的零部件成为可能，从而提高了生产效率和规模经济。
3. 允许及早纠正零部件问题： 在设计和制造的早期阶段发现并纠正零部件问题，有助于减少后期修复问题的需要，从而减少了成本和时间的浪费。
4. 减少材料浪费： 通过在设计和制造过程中更好地考虑所有步骤，减少了额外的设计更改和生产中的浪费，有助于减少材料浪费。
5. 减少对本质上相同零部件的多次迭代所花费的时间： 并行设计和制造可以避免在设计过程中多次进行本质上相同零部件的迭代，从而提高了效率和生产速度。

###### 长期收益
1. 在较短总时间内生产大量不同的零部件： 并行工程使得在更短的总时间内生产大量不同的零部件成为可能，从而提高了整体生产效率。
2. 公司各个领域之间更好的沟通： 并行设计和制造促进了公司各个领域之间更为有效的沟通，有助于更好地协同工作，推动项目向前发展。
3. 利用团队合作并做出明智决策的能力： 并行工程允许更好地利用团队协作，各个领域可以同时参与，共同做出明智的决策，从而提高整体效率和质量。

### 并行工程的使用
当下有很多公司使用并行工程：
- 欧洲空间局
- 美国国家航空航天局
- 法國國家太空研究中心
- 波音
- ASML
- 空中客车集团
- 泰雷兹阿莱尼亚宇航公司
- STV Inc.
- 德國航空太空中心
- 丰田汽车
- 哈雷摩托